# Зелтини
Зе́лтини (латыш. Zeltiņi, Zeltiņš; устар. мыза Сельгинхофъ, мыза Зельтингоф) — населённый пункт (латыш. vidējciems) в Алуксненском крае Латвии. Административный центр Зелтинской волости. Находится на региональной автодороге P39 (Синоле — Зелтини — Силакрогс). Расстояние до города Алуксне составляет около 22 км. Рядом протекает река Мелнупе.

## Население
По состоянию на март 2017 года, согласно данным Управления по делам гражданства и миграции Министерства внутренних дел Латвийской Республики, на территории населённого пункта Зелтини проживает 164 человека.
В 2007 году население составляло 130 человек, в 2003 году — 178 человек.

## История
В 1970-х годах населённый пункт был центром Зелтиньского сельсовета Алуксненского района. В селе располагался колхоз «Зелтини».